# Ernst Mahle (Ingenieur)
Ernst Mahle (* 4. März 1896 in Stuttgart; † 8. September 1983 ebenda) war ein deutscher Industrieller und Ingenieur. Gemeinsam mit seinem Bruder Hermann Mahle leitete er jahrzehntelang den Automobilzulieferer Mahle in Stuttgart-Bad Cannstatt.

## Leben und Werk

### Ausbildung
Nach dem Abitur in Stuttgart und Militärdienst während des Ersten Weltkriegs arbeitete Ernst Mahle nach Kriegsende zunächst bei der Daimler-Motoren-Gesellschaft. Danach studierte er an der Technischen Hochschule Stuttgart Maschinenbau und wurde Assistent in deren Materialprüfungsanstalt bei Carl von Bach.

### Beginn bei Hirth
Im Jahr 1922 wechselte Ernst Mahle zur Versuchsbau Hellmuth Hirth, dem späteren Mahle-Konzern, in dem sein Bruder Hermann Mahle seit Dezember 1920 als kaufmännischer Leiter tätig war. Während Hermann Mahle sich vor allem um den kaufmännischen Bereich kümmerte, übernahm Ernst Mahle mehr die Produktentwicklung, gerade was die Entwicklung von Leichtmetallkolben betraf. Kolben wurden rasch zu dem wichtigsten Produkt von Mahle. Von großer Bedeutung war hier die Erfindung des patentierten Ringträgerkolbens im Jahr 1931, der eine hohe Lebensdauer besaß und gerade für die weitere Verbesserung des Dieselmotors wichtig war. 1933 wurden die beiden Brüder alleinige Gesellschafter des Unternehmens, das ab 1938 dann auch unter dem Namen Mahle KG fungierte.

### Nachkriegszeit
Nach 1945 führten beide Brüder das Unternehmen mit seinen Werken weiter. Neue Entwicklungen wurden angestoßen und Werke in Ausland errichtet, etwa in Südamerika. 1964 übertrugen Hermann und Ernst Mahle die zu diesem Zeitpunkt acht Werke ihres Unternehmens mit 7000 Beschäftigten einer gemeinnützigen Stiftung. 1971 schieden die Brüder aus der Geschäftsführung aus. Während Hermann Mahle noch im selben Jahr verstarb, blieb Ernst Mahle dem Unternehmen als Ehrenvorsitzender verbunden, bis er am 8. September 1983 starb.
Ernst Mahle war Mitglied des Vereins Deutscher Ingenieure (VDI) und des Württembergischen Ingenieurvereins. Letzterem saß er den Jahren 1957 bis 1959 vor.

### Auszeichnungen
Ernst Mahle wurde unter anderem mit dem VDI-Ehrenring (1934), wo er zu den ersten Geehrten zählte, und der Rudolf-Diesel-Medaille in Gold (1967) ausgezeichnet. Außerdem war er Dr.-Ing. E. h. der TH Karlsruhe (1957).